# Saison 2016-2017 des Spurs de San Antonio
La saison 2016-2017 des Spurs de San Antonio est la 50e saison de la franchise et la 41e en NBA. C'est la 44e saison dans la région de San Antonio au Texas. 

## Draft
| Tour | Choix | Joueur          | Poste | Nationalité | Provenance            |
| ---- | ----- | --------------- | ----- | ----------- | --------------------- |
| 1    | 29    | Dejounte Murray | PG/SG | États-Unis  | Huskies de Washington |

## Summer League
| Summer League Total: 4-3 |

| Match | Date match | Équipe       | Score   | Meilleur marqueur     | Meilleur rebondeur | Meilleur passeur         | Lieux Spectateurs             | Série |
| ----- | ---------- | ------------ | ------- | --------------------- | ------------------ | ------------------------ | ----------------------------- | ----- |
| 1     | 4 juillet  | Utah         | V 90-69 | Kyle Anderson (25)    | Bryn Forbes (8)    | Ryan Arcidiacono (4)     | Vivint Smart Home Arena 7 124 | 1 - 0 |
| 2     | 5 juillet  | Philadelphie | V 95-91 | Jonathon Simmons (35) | Kyle Anderson (8)  | Arcidiacono, Simmons (5) | Vivint Smart Home Arena 7 309 | 2 - 0 |
| 3     | 7 juillet  | Boston       | D 86-87 | Kyle Anderson (23)    | Kyle Anderson (10) | Kyle Anderson (7)        | Vivint Smart Home Arena 6 267 | 2 - 1 |

| Match | Date match | Équipe       | Score   | Meilleur marqueur     | Meilleur rebondeur   | Meilleur passeur     | Lieux                | Série |
| ----- | ---------- | ------------ | ------- | --------------------- | -------------------- | -------------------- | -------------------- | ----- |
| 1     | 9 juillet  | Golden State | V 63-61 | Kyle Anderson (14)    | Dejounte Murray (10) | Kyle Anderson (2)    | Thomas & Mack Center | 1 - 0 |
| 2     | 10 juillet | Portland     | V 85-69 | Kyle Anderson (23)    | Cady Lalanne (9)     | 5 joueurs (2)        | Cox Pavilion         | 2 - 0 |
| 3     | 12 juillet | Chicago      | D 76-79 | Jonathon Simmons (22) | Jarnell Stokes (7)   | Jonathon Simmons (3) | Cox Pavilion         | 2 - 1 |
| 4     | 13 juillet | Minnesota    | D 71-80 | Jonathon Simmons (19) | Jarnell Stokes (8)   | Ryan Arcidiacono (2) | Cox Pavilion         | 2 - 2 |
| 5     | 15 juillet | Sacramento   |         |                       |                      |                      | Cox Pavilion         | -     |

## Pré-saison
| Pré-saison Total: 4-2 (Domicile : 2-1 ; Extérieur : 2-1) |

| Match | Date match | Équipe    | Score     | Meilleur marqueur    | Meilleur rebondeur    | Meilleur passeur         | Lieux Spectateurs          | Série |
| ----- | ---------- | --------- | --------- | -------------------- | --------------------- | ------------------------ | -------------------------- | ----- |
| 1     | 3 octobre  | @ Phoenix | D 86-91   | Kawhi Leonard (17)   | Bryn Forbes (7)       | Nicolás Laprovíttola (4) | Talking Stick Resort Arena | 0 - 1 |
| 2     | 8 octobre  | Atlanta   | V 102-91  | Tony Parker (15)     | LaMarcus Aldridge (6) | Quatre joueurs (3)       | AT&T Center                | 1 - 1 |
| 3     | 10 octobre | @ Détroit | V 86-81   | Kawhi Leonard (20)   | LaMarcus Aldridge (9) | Tony Parker (4)          | Palace of Auburn Hills     | 2 - 1 |
| 4     | 12 octobre | @ Orlando | V 95-89   | Pau Gasol (14)       | Dewayne Dedmon (7)    | Pau Gasol (4)            | Amway Center               | 3 - 1 |
| 5     | 14 octobre | Miami     | D 100-108 | Leonard, Dedmon (11) | Kyle Anderson (7)     | Tony Parker (4)          | AT&T Center                | 3 - 2 |
| 6     | 23 octobre | Houston   | V 114-99  | Bryn Forbes (19)     | Pau Gasol (9)         | Ryan Arcidiacono (6)     | AT&T Center                | 4 - 2 |

## Saison régulière
| Saison régulière Total: 61-21 (Domicile : 31-10 ; Extérieur : 30-11) |

| Match | Date match | Équipe         | Score     | Meilleur marqueur  | Meilleur rebondeur     | Meilleur passeur      | Lieux Spectateurs       | Série |
| ----- | ---------- | -------------- | --------- | ------------------ | ---------------------- | --------------------- | ----------------------- | ----- |
| 1     | 25 octobre | @ Golden State | V 129-100 | Kawhi Leonard (35) | LaMarcus Aldridge (14) | Patty Mills (5)       | Oracle Arena            | 1 - 0 |
| 2     | 27 octobre | @ Sacramento   | V 102-94  | Kawhi Leonard (30) | Kyle Anderson (8)      | Leonard, Ginóbili (5) | Golden 1 Center         | 2 - 0 |
| 3     | 29 octobre | New Orleans    | V 98-79   | Kawhi Leonard (20) | Pau Gasol (8)          | Gasol, Mills (5)      | AT&T Center             | 3 - 0 |
| 4     | 30 octobre | @ Miami        | V 106-99  | Kawhi Leonard (27) | Lee, Gasol (11)        | Kawhi Leonard (6)     | American Airlines Arena | 4 - 0 |

| Match | Date match   | Équipe         | Score     | Meilleur marqueur      | Meilleur rebondeur     | Meilleur passeur        | Lieux Spectateurs        | Série  |
| ----- | ------------ | -------------- | --------- | ---------------------- | ---------------------- | ----------------------- | ------------------------ | ------ |
| 5     | 1er novembre | Utah           | D 91-106  | Kawhi Leonard (30)     | Pau Gasol (8)          | Tony Parker (6)         | AT&T Center              | 4 - 1  |
| 6     | 4 novembre   | @ Utah         | V 100-86  | Kawhi Leonard (29)     | Kawhi Leonard (11)     | Kawhi Leonard (4)       | Vivint Smart Home Arena  | 5 - 1  |
| 7     | 5 novembre   | L. A. Clippers | D 92-116  | LaMarcus Aldridge (19) | Leonard, Aldridge (6)  | Mills, Laprovíttola (5) | AT&T Center              | 5 - 2  |
| 8     | 9 novembre   | Houston        | D 99-101  | Kawhi Leonard (34)     | Leonard, Gasol (7)     | Patty Mills (10)        | AT&T Center              | 5 - 3  |
| 9     | 11 novembre  | Détroit        | V 96-86   | Pau Gasol (21)         | LaMarcus Aldridge (12) | Pau Gasol (6)           | AT&T Center              | 6 - 3  |
| 10    | 12 novembre  | @ Houston      | V 106-100 | Kawhi Leonard (20)     | LaMarcus Aldridge (10) | Pau Gasol (6)           | Toyota Center            | 7 - 3  |
| 11    | 14 novembre  | Miami          | V 94-90   | Kawhi Leonard (24)     | Kawhi Leonard (12)     | Tony Parker (6)         | AT&T Center              | 8 - 3  |
| 12    | 16 novembre  | @ Sacramento   | V 110-105 | Pau Gasol (24)         | Pau Gasol (9)          | Tony Parker (7)         | Golden 1 Center          | 9 - 3  |
| 13    | 18 novembre  | @ L. A. Lakers | V 116-107 | Leonard, Aldridge (23) | Kawhi Leonard (12)     | Leonard, Parker (7)     | Staples Center           | 10 - 3 |
| 14    | 21 novembre  | Dallas         | V 96-91   | Kawhi Leonard (24)     | Kawhi Leonard (9)      | Trois joueurs (4)       | AT&T Center              | 11 - 3 |
| 15    | 23 novembre  | @ Charlotte    | V 119-114 | Kawhi Leonard (30)     | Pau Gasol (8)          | Pau Gasol (5)           | Time Warner Cable Arena  | 12 - 3 |
| 16    | 25 novembre  | @ Boston       | V 109-103 | Kawhi Leonard (25)     | David Lee (12)         | Trois joueurs (4)       | TD Garden                | 13 - 3 |
| 17    | 26 novembre  | @ Washington   | V 112-100 | LaMarcus Aldridge (24) | Pau Gasol (10)         | Kawhi Leonard (5)       | Verizon Center           | 14 - 3 |
| 18    | 29 novembre  | Orlando        | D 83-95   | Kawhi Leonard (21)     | Dewayne Dedmon (8)     | Quatre joueurs (3)      | AT&T Center              | 14 - 4 |
| 19    | 30 novembre  | @ Dallas       | V 94-87   | Patty Mills (23)       | Dewayne Dedmon (10)    | Patty Mills (4)         | American Airlines Center | 15 - 4 |

| Match | Date match  | Équipe           | Score     | Meilleur marqueur      | Meilleur rebondeur     | Meilleur passeur      | Lieux Spectateurs          | Série  |
| ----- | ----------- | ---------------- | --------- | ---------------------- | ---------------------- | --------------------- | -------------------------- | ------ |
| 20    | 2 décembre  | Washington       | V 107-105 | Kawhi Leonard (23)     | Pau Gasol (10)         | Patty Mills (8)       | AT&T Center                | 16 - 4 |
| 21    | 5 décembre  | @ Milwaukee      | V 97-96   | Kawhi Leonard (21)     | Trois joueurs (9)      | Trois joueurs (5)     | BMO Harris Bradley Center  | 17 - 4 |
| 22    | 6 décembre  | @ Minnesota      | V 105-91  | Kawhi Leonard (31)     | Dewayne Dedmon (8)     | Patty Mills (5)       | Target Center              | 18 - 4 |
| 23    | 8 décembre  | @ Chicago        | D 91-95   | Kawhi Leonard (24)     | Pau Gasol (10)         | Leonard, Parker (5)   | United Center              | 18 - 5 |
| 24    | 10 décembre | Brooklyn         | V 130-101 | Kawhi Leonard (30)     | LaMarcus Aldridge (9)  | Tony Parker (7)       | AT&T Center                | 19 - 5 |
| 25    | 14 décembre | Boston           | V 108-101 | Kawhi Leonard (26)     | Pau Gasol (13)         | Tony Parker (7)       | AT&T Center                | 20 - 5 |
| 26    | 15 décembre | @ Phoenix        | V 107-92  | Leonard, Gasol (18)    | Kawhi Leonard (10)     | Kawhi Leonard (4)     | Talking Stick Resort Arena | 21 - 5 |
| 27    | 18 décembre | New Orleans      | V 113-100 | LaMarcus Aldridge (22) | Pau Gasol (14)         | Patty Mills (7)       | AT&T Center                | 22 - 5 |
| 28    | 20 décembre | @ Houston        | V 102-100 | Kawhi Leonard (21)     | Aldridge, Gasol (10)   | LaMarcus Aldridge (5) | Toyota Center              | 23 - 5 |
| 29    | 22 décembre | @ L. A. Clippers | D 101-106 | Kawhi Leonard (27)     | Leonard, Gasol (9)     | Kawhi Leonard (5)     | Staples Center             | 23 - 6 |
| 30    | 23 décembre | @ Portland       | V 110-90  | Kawhi Leonard (33)     | LaMarcus Aldridge (14) | LaMarcus Aldridge (6) | Moda Center                | 24 - 6 |
| 31    | 25 décembre | Chicago          | V 119-100 | LaMarcus Aldridge (33) | Kawhi Leonard (10)     | Tony Parker (8)       | AT&T Center                | 25 - 6 |
| 32    | 28 décembre | Phoenix          | V 119-98  | LaMarcus Aldridge (27) | Pau Gasol (10)         | Kyle Anderson (5)     | AT&T Center                | 26 - 6 |
| 33    | 30 décembre | Portland         | V 110-94  | Jonathon Simmons (19)  | Anderson, Dedmon (8)   | Tony Parker (5)       | AT&T Center                | 27 - 6 |

| Match | Date match  | Équipe                | Score          | Meilleur marqueur      | Meilleur rebondeur     | Meilleur passeur      | Lieux Spectateurs               | Série   |
| ----- | ----------- | --------------------- | -------------- | ---------------------- | ---------------------- | --------------------- | ------------------------------- | ------- |
| 34    | 1er janvier | @ Atlanta             | D 112-114 (OT) | LaMarcus Aldridge (27) | LaMarcus Aldridge (13) | Tony Parker (6)       | Philips Arena                   | 27 - 7  |
| 35    | 3 janvier   | Toronto               | V 110-82       | Kawhi Leonard (25)     | LaMarcus Aldridge (8)  | Tony Parker (8)       | AT&T Center                     | 28 - 7  |
| 36    | 5 janvier   | @ Denver              | V 127-99       | LaMarcus Aldridge (28) | Pau Gasol (9)          | Tony Parker (9)       | Pepsi Center                    | 29 - 7  |
| 37    | 7 janvier   | Charlotte             | V 102-85       | Dāvis Bertāns (21)     | LaMarcus Aldridge (11) | Jonathon Simmons (5)  | AT&T Center                     | 30 - 7  |
| 38    | 10 janvier  | Milwaukee             | D 107-109      | Kawhi Leonard (30)     | Pau Gasol (11)         | Tony Parker (7)       | AT&T Center                     | 30 - 8  |
| 39    | 12 janvier  | L. A. Lakers          | V 134-94       | Kawhi Leonard (31)     | Dewayne Dedmon (12)    | Parker, Gasol (6)     | AT&T Center                     | 31 - 8  |
| 40    | 14 janvier  | @ Phoenix             | D 105-108      | Kawhi Leonard (38)     | Pau Gasol (10)         | Ginobili, Leonard (3) | Arena Ciudad de México, Mexique | 31 - 9  |
| 41    | 17 janvier  | Minnesota             | V 122-114      | Kawhi Leonard (34)     | Leonard, Dedmon (7)    | Leonard, Parker (5)   | AT&T Center                     | 32 - 9  |
| 42    | 19 janvier  | Denver                | V 118-104      | Kawhi Leonard (34)     | David Lee (16)         | LaMarcus Aldridge (6) | AT&T Center                     | 33 - 9  |
| 43    | 21 janvier  | @ Cleveland           | V 118-115 (OT) | Kawhi Leonard (41)     | LaMarcus Aldridge (12) | Murray, Aldridge (6)  | Quicken Loans Arena             | 34 - 9  |
| 44    | 23 janvier  | @ Brooklyn            | V 112-86       | Patty Mills (20)       | LaMarcus Aldridge (9)  | LaMarcus Aldridge (5) | Barclays Center                 | 35 - 9  |
| 45    | 24 janvier  | @ Toronto             | V 108-106      | LaMarcus Aldridge (21) | Trois joueurs (7)      | Kyle Anderson (4)     | Air Canada Centre               | 36 - 9  |
| 46    | 27 janvier  | @ La Nouvelle-Orléans | D 103-119      | Kawhi Leonard (23)     | LaMarcus Aldridge (14) | Kawhi Leonard (6)     | Smoothie King Center            | 36 - 10 |
| 47    | 29 janvier  | Dallas                | D 101-105      | Kawhi Leonard (24)     | Patty Mills (8)        | Danny Green (5)       | AT&T Center                     | 36 - 11 |
| 48    | 31 janvier  | Oklahoma City         | V 108-94       | Kawhi Leonard (36)     | Leonard, Dedmon (8)    | Trois joueurs (4)     | AT&T Center                     | 37 - 11 |

| Match               | Date match | Équipe           | Score     | Meilleur marqueur      | Meilleur rebondeur     | Meilleur passeur      | Lieux Spectateurs       | Série   |
| ------------------- | ---------- | ---------------- | --------- | ---------------------- | ---------------------- | --------------------- | ----------------------- | ------- |
| 49                  | 2 février  | Philadelphie     | V 102-86  | Kawhi Leonard (19)     | Dewayne Dedmon (10)    | Tony Parker (6)       | AT&T Center             | 38 - 11 |
| 50                  | 4 février  | Denver           | V 121-97  | Kawhi Leonard (19)     | Kawhi Leonard (6)      | Leonard, Anderson (5) | AT&T Center             | 39 - 11 |
| 51                  | 6 février  | @ Memphis        | D 74-89   | David Lee (14)         | Dewayne Dedmon (12)    | Ginóbili, Mills (3)   | FedExForum              | 39 - 12 |
| 52                  | 8 février  | @ Philadelphie   | V 111-103 | Kawhi Leonard (32)     | Dewayne Dedmon (11)    | Parker, Leonard (5)   | Wells Fargo Center      | 40 - 12 |
| 53                  | 10 février | @ Détroit        | V 103-92  | Kawhi Leonard (32)     | Dewayne Dedmon (17)    | Tony Parker (12)      | Palace of Auburn Hills  | 41 - 12 |
| 54                  | 12 février | @ New York       | D 90-94   | Kawhi Leonard (36)     | LaMarcus Aldridge (10) | Trois joueurs (4)     | Madison Square Garden   | 41 - 13 |
| 55                  | 13 février | @ Indiana        | V 110-106 | Kawhi Leonard (32)     | Dewayne Dedmon (12)    | Tony Parker (4)       | Bankers Life Fieldhouse | 42 - 13 |
| 56                  | 15 février | @ Orlando        | V 107-79  | LaMarcus Aldridge (23) | Dewayne Dedmon (11)    | Tony Parker (8)       | Amway Center            | 43 - 13 |
| All-Star Break 2017 |            |                  |           |                        |                        |                       |                         |         |
| 57                  | 24 février | @ L. A. Clippers | V 105-97  | Kawhi Leonard (21)     | Dewayne Dedmon (12)    | Kawhi Leonard (6)     | Staples Center          | 44 - 13 |
| 58                  | 26 février | @ L. A. Lakers   | V 119-98  | Kawhi Leonard (25)     | Aldridge, Dedmon (9)   | Tony Parker (9)       | Staples Center          | 45 - 13 |

| Match | Date match | Équipe                | Score         | Meilleur marqueur      | Meilleur rebondeur     | Meilleur passeur       | Lieux Spectateurs       | Série   |
| ----- | ---------- | --------------------- | ------------- | ---------------------- | ---------------------- | ---------------------- | ----------------------- | ------- |
| 59    | 1er mars   | Indiana               | V 100-99      | Kawhi Leonard (31)     | Kawhi Leonard (10)     | Dejounte Murray (6)    | AT&T Center             | 46 - 13 |
| 60    | 3 mars     | @ La Nouvelle-Orléans | V 101-98 (OT) | Kawhi Leonard (31)     | LaMarcus Aldridge (15) | Kawhi Leonard (6)      | Smoothie King Center    | 47 - 13 |
| 61    | 4 mars     | Minnesota             | V 97-90 (OT)  | Kawhi Leonard (34)     | Aldridge, Leonard (10) | Kawhi Leonard (5)      | AT&T Center             | 48 - 13 |
| 62    | 6 mars     | Houston               | V 112-110     | Kawhi Leonard (39)     | David Lee (8)          | Leonard, Green (5)     | AT&T Center             | 49 - 13 |
| 63    | 8 mars     | Sacramento            | V 114-104     | Manu Ginóbili (19)     | David Lee (10)         | Patty Mills (10)       | AT&T Center             | 50 - 13 |
| 64    | 9 mars     | @ Oklahoma City       | D 92-102      | Kawhi Leonard (19)     | Dewayne Dedmon (8)     | Green, Murray (3)      | Chesapeake Energy Arena | 50 - 14 |
| 65    | 11 mars    | Golden State          | V 107-85      | Patty Mills (21)       | Kyle Anderson (8)      | Anderson, Ginóbili (6) | AT&T Center             | 51 - 14 |
| 66    | 13 mars    | Atlanta               | V 107-99      | Kawhi Leonard (31)     | Pau Gasol (10)         | Patty Mills (9)        | AT&T Center             | 52 - 14 |
| 67    | 15 mars    | Portland              | D 106-110     | Kawhi Leonard (34)     | Kawhi Leonard (9)      | Trois joueurs (6)      | AT&T Center             | 52 - 15 |
| 68    | 18 mars    | @ Memphis             | D 96-104      | Kawhi Leonard (22)     | Aldridge, Gasol (9)    | LaMarcus Aldridge (4)  | FedExForum              | 52 - 16 |
| 69    | 19 mars    | Sacramento            | V 118-102     | Pau Gasol (22)         | Pau Gasol (9)          | Parker, Mills (7)      | AT&T Center             | 53 - 16 |
| 70    | 21 mars    | @ Minnesota           | V 100-93      | LaMarcus Aldridge (26) | Pau Gasol (6)          | Tony Parker (5)        | Target Center           | 54 - 16 |
| 71    | 23 mars    | Memphis               | V 97-90       | LaMarcus Aldridge (23) | LaMarcus Aldridge (8)  | Tony Parker (7)        | AT&T Center             | 55 - 16 |
| 72    | 25 mars    | New York              | V 106-98      | Kawhi Leonard (29)     | Dewayne Dedmon (13)    | Patty Mills (7)        | AT&T Center             | 56 - 16 |
| 73    | 27 mars    | Cleveland             | V 103-74      | Kawhi Leonard (25)     | Dewayne Dedmon (13)    | Patty Mills (6)        | AT&T Center             | 57 - 16 |
| 74    | 29 mars    | Golden State          | D 98-110      | Kawhi Leonard (19)     | Pau Gasol (8)          | Leonard, Gasol (5)     | AT&T Center             | 57 - 17 |
| 75    | 31 mars    | @ Oklahoma City       | V 100-95      | Kawhi Leonard (28)     | LaMarcus Aldridge (10) | Manu Ginóbili (8)      | Chesapeake Energy Arena | 58 - 17 |

| Match | Date match | Équipe         | Score        | Meilleur marqueur      | Meilleur rebondeur  | Meilleur passeur  | Lieux Spectateurs        | Série   |
| ----- | ---------- | -------------- | ------------ | ---------------------- | ------------------- | ----------------- | ------------------------ | ------- |
| 76    | 2 avril    | Utah           | V 109-103    | Kawhi Leonard (25)     | Pau Gasol (12)      | Kawhi Leonard (7) | AT&T Center              | 59 - 17 |
| 77    | 4 avril    | Memphis        | V 95-89 (OT) | Kawhi Leonard (32)     | Kawhi Leonard (12)  | Tony Parker (7)   | AT&T Center              | 60 - 17 |
| 78    | 5 avril    | L. A. Lakers   | D 95-102     | Parker, Bertāns (14)   | Pau Gasol (8)       | David Lee (6)     | AT&T Center              | 60 - 18 |
| 79    | 7 avril    | @ Dallas       | V 102-89     | Bryn Forbes (27)       | Dedmon, Lee (13)    | Bryn Forbes (6)   | American Airlines Center | 61 - 18 |
| 80    | 8 avril    | L. A. Clippers | D 87-98      | Kawhi Leonard (28)     | Dewayne Dedmon (10) | Kawhi Leonard (5) | AT&T Center              | 61 - 19 |
| 81    | 10 avril   | @ Portland     | D 98-99      | Kawhi Leonard (18)     | Pau Gasol (13)      | Tony Parker (4)   | Moda Center              | 61 - 20 |
| 82    | 12 avril   | @ Utah         | D 97-101     | LaMarcus Aldridge (18) | Dewayne Dedmon (8)  | Patty Mills (5)   | Vivint Smart Home Arena  | 61 - 21 |

## Playoffs
| Playoffs Total: 8-8 (Domicile : 5-3 ; Extérieur : 3-5) |

| Match | Date match | Équipe    | Score          | Meilleur marqueur  | Meilleur rebondeur     | Meilleur passeur    | Lieux Spectateurs | Série |
| ----- | ---------- | --------- | -------------- | ------------------ | ---------------------- | ------------------- | ----------------- | ----- |
| 1     | 15 avril   | Memphis   | V 111-82       | Kawhi Leonard (32) | Dewayne Dedmon (8)     | Kawhi Leonard (5)   | AT&T Center       | 1 - 0 |
| 2     | 17 avril   | Memphis   | V 96-82        | Kawhi Leonard (37) | Kawhi Leonard (11)     | Mills, Ginóbili (3) | AT&T Center       | 2 - 0 |
| 3     | 20 avril   | @ Memphis | D 94-105       | Kawhi Leonard (18) | LaMarcus Aldridge (11) | Trois joueurs (3)   | FedEx Forum       | 2 - 1 |
| 4     | 22 avril   | @ Memphis | D 108-110 (OT) | Kawhi Leonard (43) | Pau Gasol (11)         | Tony Parker (5)     | FedEx Forum       | 2 - 2 |
| 5     | 25 avril   | Memphis   | V 116-103      | Kawhi Leonard (28) | LaMarcus Aldridge (9)  | Leonard, Parker (6) | AT&T Center       | 3 - 2 |
| 6     | 27 avril   | @ Memphis | V 103-96       | Kawhi Leonard (29) | LaMarcus Aldridge (12) | Leonard, Parker (4) | FedEx Forum       | 4 - 2 |

| Match | Date match | Équipe    | Score          | Meilleur marqueur      | Meilleur rebondeur     | Meilleur passeur  | Lieux Spectateurs | Série |
| ----- | ---------- | --------- | -------------- | ---------------------- | ---------------------- | ----------------- | ----------------- | ----- |
| 1     | 1er mai    | Houston   | D 99-126       | Kawhi Leonard (21)     | Kawhi Leonard (11)     | Kawhi Leonard (6) | AT&T Center       | 0 - 1 |
| 2     | 3 mai      | Houston   | V 121-96       | Kawhi Leonard (34)     | Pau Gasol (13)         | Kawhi Leonard (8) | AT&T Center       | 1 - 1 |
| 3     | 5 mai      | @ Houston | V 103-92       | Leonard, Aldrige (26)  | Kawhi Leonard (10)     | Kawhi Leonard (7) | Toyota Center     | 2 - 1 |
| 4     | 7 mai      | @ Houston | D 104-125      | Jonathon Simmons (17)  | Pau Gasol (7)          | Patty Mills (5)   | Toyota Center     | 2 - 2 |
| 5     | 9 mai      | Houston   | V 110-107 (OT) | Kawhi Leonard (22)     | Kawhi Leonard (15)     | Manu Ginóbili (5) | AT&T Center       | 3 - 2 |
| 6     | 11 mai     | @ Houston | V 114-75       | LaMarcus Aldridge (34) | LaMarcus Aldridge (12) | Patty Mills (7)   | Toyota Center     | 4 - 2 |

| Match | Date match | Équipe         | Score     | Meilleur marqueur      | Meilleur rebondeur    | Meilleur passeur     | Lieux Spectateurs | Série |
| ----- | ---------- | -------------- | --------- | ---------------------- | --------------------- | -------------------- | ----------------- | ----- |
| 1     | 14 mai     | @ Golden State | D 111-113 | LaMarcus Aldridge (28) | Aldridge, Leonard (8) | Trois joueurs (3)    | Oracle Arena      | 0 - 1 |
| 2     | 16 mai     | @ Golden State | D 100-136 | Jonathon Simmons (22)  | Dewayne Dedmon (9)    | Dejounte Murray (6)  | Oracle Arena      | 0 - 2 |
| 3     | 20 mai     | Golden State   | D 108-120 | Manu Ginóbili (21)     | Pau Gasol (10)        | Patty Mills (6)      | AT&T Center       | 0 - 3 |
| 4     | 22 mai     | Golden State   | D 115-129 | Kyle Anderson (20)     | Pau Gasol (9)         | Ginóbili, Murray (7) | AT&T Center       | 0 - 4 |

## Confrontations
| Conférence Est      | Conférence Est                            | Conférence Est                            | Conférence Ouest                          | Conférence Ouest                           | Conférence Ouest                           | Conférence Ouest                           | Conférence Ouest                           |
| Division Atlantique | Division Atlantique                       | Division Atlantique                       | Division Nord-Ouest                       | Division Nord-Ouest                        | Division Nord-Ouest                        | Division Nord-Ouest                        | Division Nord-Ouest                        |
| Équipe              | Domicile                                  | Extérieur                                 | Équipe                                    | Domicile                                   | Domicile                                   | Extérieur                                  | Extérieur                                  |
| ------------------- | ----------------------------------------- | ----------------------------------------- | ----------------------------------------- | ------------------------------------------ | ------------------------------------------ | ------------------------------------------ | ------------------------------------------ |
| Boston              | 108-101                                   | 109-103                                   | Denver                                    | 118-104                                    | 121-97                                     | 127-99                                     |                                            |
| Brooklyn            | 130-101                                   | 112-86                                    | Minnesota                                 | 122-114                                    | 97-90 (OT)                                 | 105-91                                     | 100-93                                     |
| New York            | 106-98                                    | 90-94                                     | Oklahoma City                             | 108-94                                     |                                            | 92-102                                     | 100-95                                     |
| Philadelphie        | 102-86                                    | 111-103                                   | Portland                                  | 110-94                                     | 106-110                                    | 110-90                                     |                                            |
| Toronto             | 110-82                                    | 108-106                                   | Utah                                      | 91-106                                     | 109-103                                    | 100-86                                     |                                            |
|                     | 7–0                                       | 4–1                                       |                                           | 5–2                                        | 5–2                                        | 6–1                                        | 6–1                                        |
| Division            | 11–1                                      | 11–1                                      | Division                                  | 11–3                                       | 11–3                                       | 11–3                                       | 11–3                                       |
| Division Atlantique | Division Atlantique                       | Division Atlantique                       | Division Nord-Ouest                       | Division Nord-Ouest                        | Division Nord-Ouest                        | Division Nord-Ouest                        | Division Nord-Ouest                        |
| Équipe              | Domicile                                  | Extérieur                                 | Équipe                                    | Domicile                                   | Domicile                                   | Extérieur                                  | Extérieur                                  |
| Chicago             | 119-100                                   | 91-95                                     | Golden State                              | 107-85                                     | 98-110                                     | 129-100                                    |                                            |
| Cleveland           | 103-74                                    | 118-115 (OT)                              | L.A. Clippers                             | 92-116                                     | 87-98                                      | 101-106                                    | 105-97                                     |
| Detroit             | 96-86                                     | 103-92                                    | L.A. Lakers                               | 134-94                                     | 95-102                                     | 116-107                                    | 119-98                                     |
| Indiana             | 100-99                                    | 110-106                                   | Phoenix                                   | 119-98                                     |                                            | 107-92                                     | 105-108                                    |
| Milwaukee           | 107-109                                   | 97-96                                     | Sacramento                                | 114-104                                    | 118-102                                    | 102-94                                     | 110-105                                    |
|                     | 4–1                                       | 4–1                                       |                                           | 5–4                                        | 5–4                                        | 7–2                                        | 7–2                                        |
| Division            | 8–2                                       | 8–2                                       | Division                                  | 12–6                                       | 12–6                                       | 12–6                                       | 12–6                                       |
| Division Atlantique | Division Atlantique                       | Division Atlantique                       | Division Nord-Ouest                       | Division Nord-Ouest                        | Division Nord-Ouest                        | Division Nord-Ouest                        | Division Nord-Ouest                        |
| Équipe              | Domicile                                  | Extérieur                                 | Équipe                                    | Domicile                                   | Domicile                                   | Extérieur                                  | Extérieur                                  |
| Atlanta             | 107-99                                    | 112-114 (OT)                              | Dallas                                    | 96-91                                      | 101-105                                    | 94-87                                      | 102-89                                     |
| Charlotte           | 102-85                                    | 119-114                                   | Houston                                   | 99-101                                     | 112-110                                    | 106-100                                    | 102-100                                    |
| Miami               | 94-90                                     | 106-99                                    | Memphis                                   | 97-90                                      | 95-89 (OT)                                 | 74-89                                      | 96-104                                     |
| Orlando             | 83-95                                     | 107-79                                    | La Nouvelle-Orléans                       | 98-79                                      | 113-100                                    | 103-119                                    | 101-98 (OT)                                |
| Washington          | 107-105                                   | 112-100                                   |                                           |                                            |                                            |                                            |                                            |
|                     | 4–1                                       | 4–1                                       |                                           | 6–1                                        | 6–1                                        | 5–4                                        | 5–4                                        |
| Division            | 8–2                                       | 8–2                                       | Division                                  | 11–5                                       | 11–5                                       | 11–5                                       | 11–5                                       |
| Conférence          | 27–6 (Domicile : 15–3 ; Extérieur : 12–3) | 27–6 (Domicile : 15–3 ; Extérieur : 12–3) | Conférence                                | 34–13 (Domicile : 16–6 ; Extérieur : 18–7) | 34–13 (Domicile : 16–6 ; Extérieur : 18–7) | 34–13 (Domicile : 16–6 ; Extérieur : 18–7) | 34–13 (Domicile : 16–6 ; Extérieur : 18–7) |
| Total               | 61–19 (Domicile : 31–9; Extérieur: 30–10) | 61–19 (Domicile : 31–9; Extérieur: 30–10) | 61–19 (Domicile : 31–9; Extérieur: 30–10) | 61–19 (Domicile : 31–9; Extérieur: 30–10)  | 61–19 (Domicile : 31–9; Extérieur: 30–10)  | 61–19 (Domicile : 31–9; Extérieur: 30–10)  | 61–19 (Domicile : 31–9; Extérieur: 30–10)  |

## Effectif actuel
| Spurs de San Antonio Effectif actuel |    |                        |                   |                     |
| Entraîneur : Gregg Popovich          |    |                        |                   |                     |
| Ailier fort                          | 12 |                        | LaMarcus Aldridge | Texas               |
| Meneur                               | 1  |                        | Kyle Anderson     | UCLA                |
| Pivot                                | 30 |                        | Joel Anthony      | UNLV                |
| Ailier                               | 42 |                        | Dāvis Bertāns     | Lettonie            |
| Pivot                                | 3  | Drapeau des États-Unis | Dewayne Dedmon    | Southern California |
| Arrière                              | 11 |                        | Bryn Forbes       | Michigan State      |
| Ailier fort                          | 16 | Drapeau de l'Espagne   | Pau Gasol         | Espagne             |
| Arrière                              | 20 |                        | Manu Ginóbili (C) | Argentine           |
| Arrière, Ailier                      | 14 |                        | Danny Green       | Caroline du Nord    |
| Ailier fort, Pivot                   | 10 |                        | David Lee         | Florida             |
| Ailier                               | 2  |                        | Kawhi Leonard     | San Diego State     |
| Meneur                               | 8  |                        | Patrick Mills     | Saint Mary's        |
| Arrière                              | 5  |                        | Dejounte Murray   | Washington          |
| Meneur                               | 9  |                        | Tony Parker (C)   | France              |
| Arrière                              | 17 |                        | Jonathon Simmons  | Houston             |
| (C) Capitaine - Blessé               |    |                        |                   |                     |

### Contrats et salaires 2016-2017
| Joueur               | Poste          | Âge            | Exp            | Contrat                | Salaire 2016-2017 | Fin du contrat |
| -------------------- | -------------- | -------------- | -------------- | ---------------------- | ----------------- | -------------- |
| Joueurs actuels      |                |                |                |                        |                   |                |
| LaMarcus Aldridge    | PF             | 31             | 10             | 84 072 030 $ sur 4 ans | 20 575 005 $      | 2019           |
| Kyle Anderson        | SF             | 23             | 2              | 3 428 640 $ sur 3 ans  | 1 192 080 $       | 2018           |
| Dāvis Bertāns        | SF             | 24             | 0              | 1 448 720 $ sur 2 ans  | 543,471 $         | 2018           |
| Dewayne Dedmon       | C              | 27             | 3              | 5 926 410 $ sur 2 ans  | 2 898 000 $       | 2018           |
| Bryn Forbes          | SG             | 23             | 0              | 1 448 720 $ sur 2 ans  | 543,471 $**       | 2018           |
| Pau Gasol            | PF             | 36             | 15             | 31 697 500 $ sur 2 ans | 15 500 000 $      | 2018           |
| Manu Ginóbili        | SG             | 39             | 14             | 14 000 000 $ sur 1 an  | 14 000 000 $      | 2017           |
| Danny Green          | SG             | 29             | 7              | 40 000 000 $ sur 4 ans | 10 000 000 $      | 2019           |
| Nicolás Laprovíttola | PF             | 26             | 0              | 543,471 $ sur 1 an     | 543,471 $*        | 2017           |
| David Lee            | PF             | 33             | 11             | 3 157 626 $ sur 2 ans  | 1 551 659 $       | 2018           |
| Kawhi Leonard        | SF             | 25             | 5              | 94 343 126 $ sur 5 ans | 17 638 063 $      | 2020           |
| Patrick Mills        | PG             | 28             | 7              | 13 000 000 $ sur 3 ans | 3 578 947 $       | 2017           |
| Dejounte Murray      | PG             | 20             | 0              | 2 413 320 $ sur 2 ans  | 1 180 080 $       | 2020           |
| Tony Parker          | PG             | 34             | 15             | 43 335 939 $ sur 3 ans | 14 445 313 $      | 2018           |
| Jonathon Simmons     | SG             | 27             | 1              | 1 399 729 $ sur 2 ans  | 874,636 $         | 2017           |
| Total salaire        | Total salaire  | Total salaire  | Total salaire  | Total salaire          | 105 064 196 $     | -              |
| Joueurs coupés       | Joueurs coupés | Joueurs coupés | Joueurs coupés | Joueurs coupés         | 3 245 090 $       | -              |
|                      |                |                |                |                        |                   |                |
| Total                | Total          | Total          | Total          | Total                  | 108 309 286 $     | Différence     |
| Salary Cap           | Salary Cap     | Salary Cap     | Salary Cap     | Salary Cap             | 94 143 000 $      | - 14 166 286 $ |
| Luxury Tax           | Luxury Tax     | Luxury Tax     | Luxury Tax     | Luxury Tax             | 113 287 000 $     | 4 977 714 $    |

- 2017 = Joueur agent libre en fin de saison.
- **Contrat partiellement garanti

## Transferts

### Échanges
| Juillet        | Juillet                          | Juillet                                               | Juillet                |
| -------------- | -------------------------------- | ----------------------------------------------------- | ---------------------- |
| 5 juillet 2016 | Échange à deux équipes           | Échange à deux équipes                                | Échange à deux équipes |
| 5 juillet 2016 | Vers Jazz de l'Utah - Boris Diaw | Vers Spurs de San Antonio - Droits sur Olivier Hanlan | [ 2 ]                  |

### Joueurs qui re-signent

#### Options joueur et équipe
| Joueur        | Option                                                                                   |
| ------------- | ---------------------------------------------------------------------------------------- |
| David West    | Décline son option joueur de 1 550 000 $ pour la saison 2016-2017 et devient agent libre |
| Manu Ginóbili | Décline son option joueur de 2 940 000 $ pour la saison 2016-2017 et devient agent libre |
| Tim Duncan    | Exerce son option joueur de 5 640 000 $ pour la saison 2016-2017                         |

### Arrivés
| Joueur           | Contrat                           | Provenance            | Référence |
| ---------------- | --------------------------------- | --------------------- | --------- |
| Ryan Arcidiacono | Contrat de 1 448 720 $ sur 2 ans  | Wildcats de Villanova | [ 3 ]     |
| Dāvis Bertāns    | Contrat de 1 448 720 $ sur 2 ans  | Saski Baskonia        | [ 4 ]     |
| Pau Gasol        | Contrat de 30 000 000 $ sur 2 ans | Bulls de Chicago      | [ 5 ]     |

### Départs
| Joueur     | Raison départ | Nouvelle équipe ¹        | Référence |
| ---------- | ------------- | ------------------------ | --------- |
| David West | Agent libre   | Warriors de Golden State | [ 6 ]     |

¹ Il s'agit de l’équipe pour laquelle le joueur a signé après son départ, il a pu entre-temps changer d'équipe ou encore de pays.